# Вітроенергетика Естонії

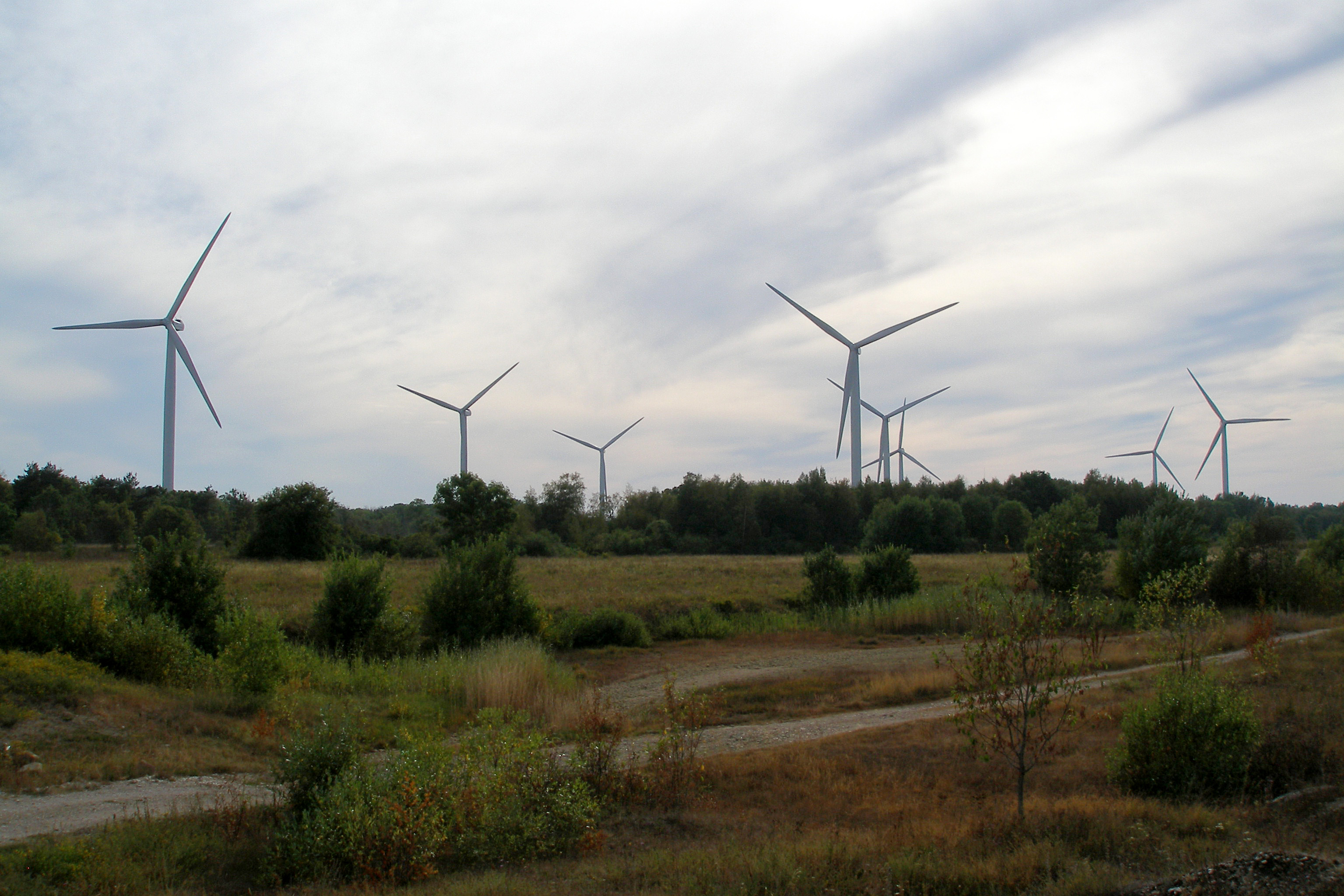
Вітрова електростанція Пакрі поблизу Палдіскі, яка виробляє 18,4 МВт.

Вітроенергетика Естонії станом на 2012 рік мала встановлену потужність 269,4 МВт і ще приблизно 1466,5 МВт перебувало в розробці в рамках різних проєктів. Всі вітряні електростанції нині розташовані на суходолі, але планують побудувати електростанції на Чудсько-Псковському озері, а також на Балтійському морі неподалік від острова Хіюмаа.
Вітрова електростанція Пакрі розташована неподалік від міста Палдіскі на вершині півострова Пакрі поблизу старого маяка. Вона складається з восьми вітряних турбін і виробляє 18,4 МВт.

## Прибережні вітряні електростанції
Загалом в Естонії три великі проєкти загальною встановленою потужністю 1490 МВт перебувають в стадії розробки: проєкт потужністю 700 МВт поблизу острова Хіюмаа фірми Nelja Energia, проєкт на 600 МВт у Ризькій затоці компанії Eesti Energia та проєкт на 190 МВт біля західного узбережжя Естонії фірми Neugrund OÜ.

## Статистика

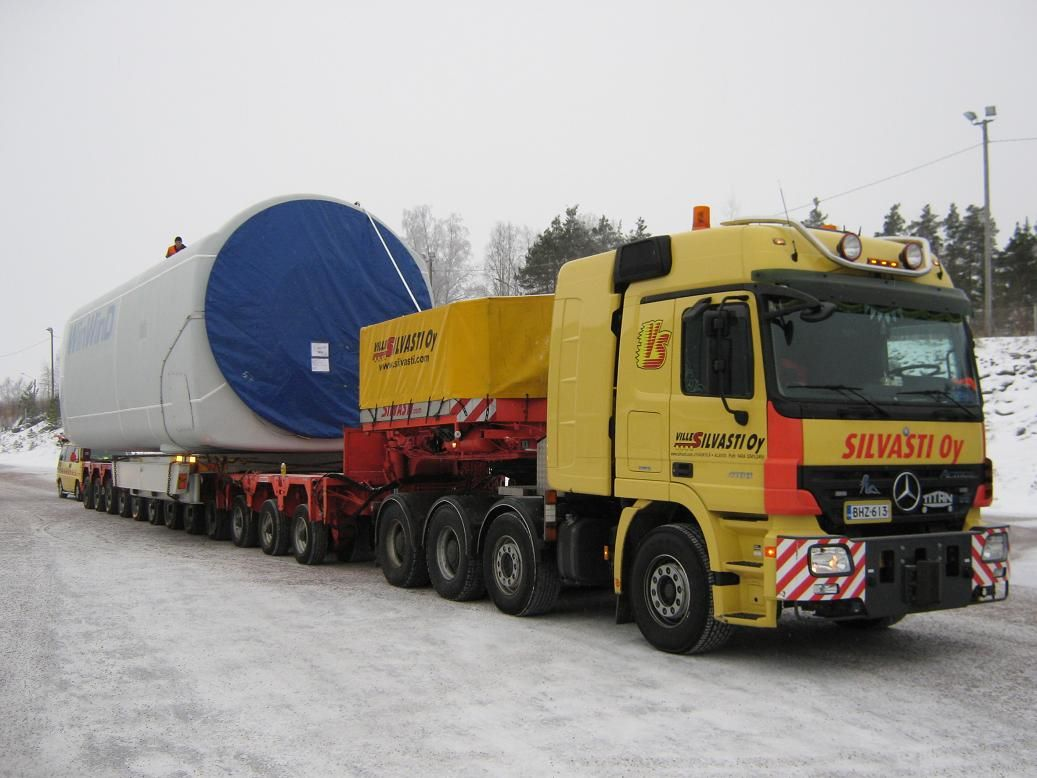
Транспортування вітряної турбіни до села Аулепа, Естонія

Встановлена потужність вітрових електростанцій в Естонії та виробництво електроенергії на них показані в таблиці знизу:
| Рік                          | 2002  | 2003  | 2004  | 2005  | 2006  | 2007 | 2008 | 2009  | 2010  | 2011  |
| ---------------------------- | ----- | ----- | ----- | ----- | ----- | ---- | ---- | ----- | ----- | ----- |
| Встановлена потужність (МВт) | 2,25  | 2,25  | 2,25  | 31,65 | 31,65 | 58   | 77,7 | 141,7 | 148,6 | 183,9 |
| Виробництво (ГВт·год)        | 1     | 6     | 8     | 54    | 76    | 91   | 133  | 172   | 299   | 373   |
|                              |       |       |       |       |       |      |      |       |       |       |
| Рік                          | 2012  | 2013  | 2014  |       |       |      |      |       |       |       |
| Встановлена потужність (МВт) | 269,4 | 279,9 | 302,7 |       |       |      |      |       |       |       |
| Виробництво (ГВт·год)        | 466   | 552   |       |       |       |      |      |       |       |       |